# Szegedi Vadaspark
A Szegedi Vadaspark Magyarország egyik legfiatalabb állatkertje, és a legnagyobb területű is egyben. Elsősorban ritka, veszélyeztetett fajok tartására szakosodott, különösen kiemelkedő a park dél-amerikai állatokat bemutató része.

## Története

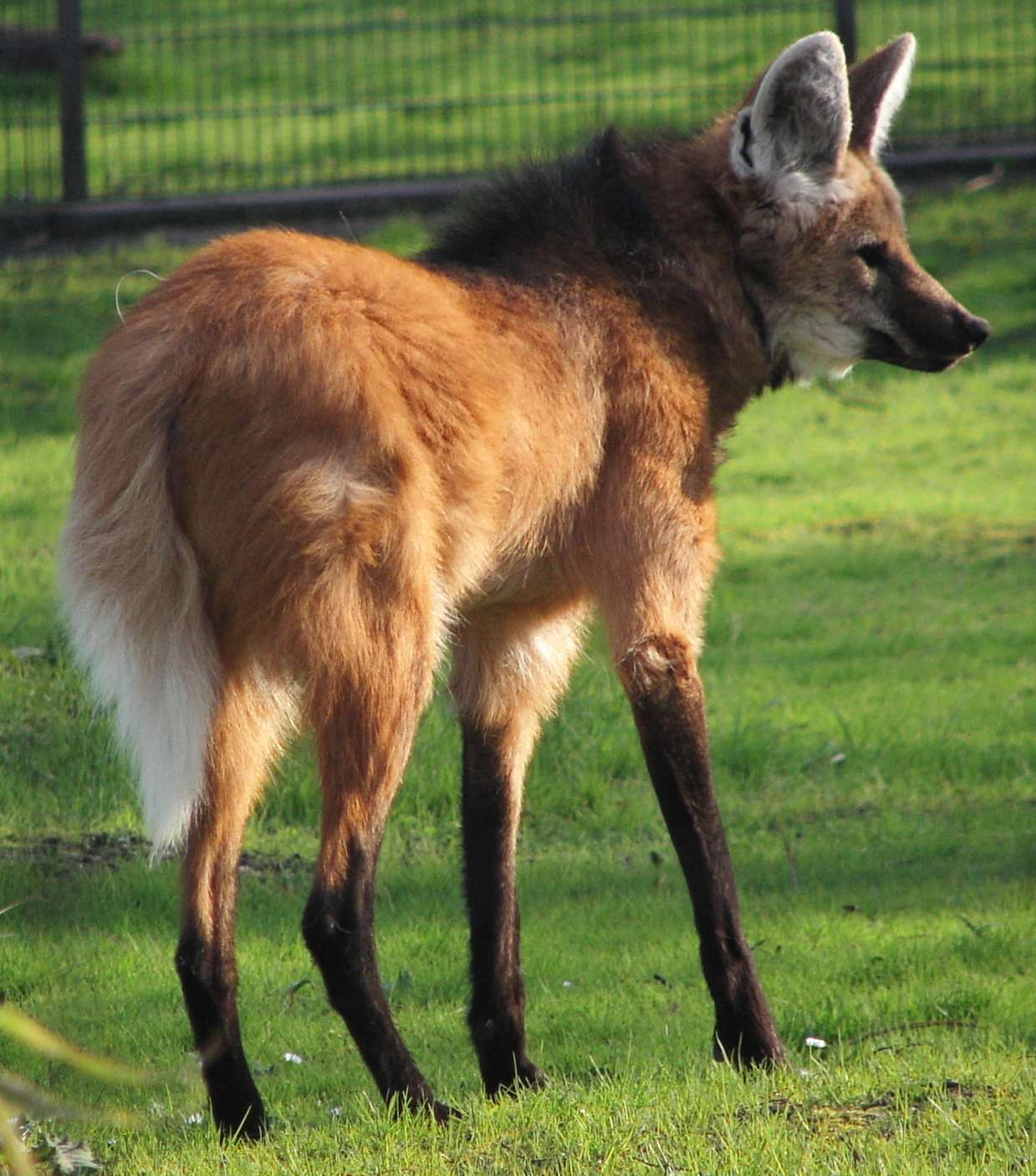
Sörényes farkas. Ezt a fajt a magyar állatkertek közül csak a szegediben láthatjuk

A Szegedi Vadaspark megépülése nagyon lassan haladt, míg végül 1989. május 28-án megnyithatta kapuit a nagyközönség előtt. A szegényes anyagiak miatt nem gondolkozhattak nagy testű fajok bemutatásában, így született meg az a koncepció, melynek köszönhetően a Szegedi Vadaspark ma is egyedülálló állománnyal bír a hazai állatkertek körében. Elsősorban kistestű fajok tartására szakosodtak, melyek közül a karmosmajmok tartásában és tenyésztésében rövidesen nemzetközi sikereket is elértek. 1992-ben kezdhették meg a jelentősebb fejlesztéseket. Ennek első eredménye az 1993-ban átadott oktatóterem volt. A vadaspark a környezeti nevelést a kezdetek óta igen magas szinten műveli, így e téren a térség kiemelkedő központjává nőtte ki magát.
Az eredeti koncepció szerinti földrészenkénti bemutató első eredménye a park megnyitásának ötödik évfordulójára készült el. Ekkor vehették birtokba a látogatók is az 5,5 hektáros Dél-Amerika parcellát. Ez a bemutató ekkor egyedülálló volt hazánkban, mivel az állatokat terjedelmes, többnyire villanypásztorral határolt kifutókban mutatták be. A Dél-Amerika-rész azóta is folyamatosan bővül. Ennek első lépése a pókmajmok erdejének kialakítása volt, amelyet mindössze néhány szál elektromos vezeték határol. Ezt követően azonban már folyamatosan költözhettek a többi földrész állatai is a tágas, természetes férőhelyekre. 1997-ben készült el két majom-sziget, melyeken fehérkezű és bóbitás gibbonok, valamint sziamangok kerültek elhelyezésre.
2000-ben fejeződött be az araház és -röpde építése valamint elkészült a japán makákók hatalmas, természetes erdei kifutója és a kiangok férőhelye. A 2001-es év igazi szakmai szenzációja volt, hogy a sörényes farkasok szaporodtak a parkban. A hiúzoknak több mint ezer négyzetméteres kifutót készítettek, és ezen a területen kezdődött meg a tanösvény kiépítése is. A madarak – hóbaglyok, parlagi és rétisasok, hollók – közül szinte minden évben tágas röpdébe költözhetett valamelyikük. 2002-ben újra jelentős szakmai sikert jelentett, hogy a fekete bőgőmajmoknak is kölykük született. Ugyanebben az évben készült el a hópárducok tágas férőhelye, ahol azóta a pár már kölyköket is nevelt. 2003-ban korszerűsítették az egykori majomházat, amelyet az Atlanti Esőerdő házává alakítottak. 2004-től sorra épültek az állatok megfelelő teleltetését szolgáló épületek. Elkészült az Ázsia-ház, mely a majomszigeteken élő gibbonok és wanderuk belső férőhelyéül szolgál. Majd felépült a Dél-Amerika-ház, melyben a bőgő- és pókmajmok, a tapírok és a vízidisznók kaptak szállást. 2005-ben az Afrika-részen épült ház és kifutó az újonnan érkezett oroszlánoknak, valamint külön épület és kifutók a szurikátáknak és a sarkantyús teknősöknek. Az év végén értékes állatfajokkal is gazdagodott a park gyűjteménye: az Oroszlánházba foltos hiénák érkeztek, a kínai víziőzek pedig tágas erdei kifutót kaptak. 2006-ban tovább bővült az Afrika-rész: Madagaszkár-ház és Flamingó-ház épült.
2007-ben került átadásra a Jaguár ház és kifutó, valamint felújításra került a Zoosuli/terráriumház. 2008-ban megnyílt az új Főbejárat, valamint az afrikai rész is bővült gepárd, cerkóf, tompaorrú krokodil és pintybemutatóval. Szintén ekkor került átadásra a rozsomák kifutó. 2009-ben pedig szibériai tigris ház és kifutó, valamint észak-kínai leopárd kifutó épült. 2010-ben szürke farkas, vidra, aranysakál kifutók és madárröpdék, hangyász és pókmajomkifutók, 2011-ben pedig a Zsiráfház került átadásra.
2012-ben Pingvinbemutató, Ázsia-ház felújítása új kifutókkal ködfoltos párduc, binturong, kis panda kifutó, 2013-ban borjúfóka bemutató, Etióp-bemutató (füles és fehérhátú keselyűk, dzseláda páviánok és szirti borzok) épült. 2014-ben kültéri terráriumokban a világ harmadik állatkertjeként rákosi viperát mutat be, emellett felépült egy nagy, hazai szarvasfajokat és muflonokat bemutató kifutó is. 2015-ben a barna medvéknek, valamint tarvarjaknak és mormotáknak otthont adó helyek épültek. 2016-ban fakúszó sülökkel és társas prérikutyákkal gazdagodott a gyűjtemény.
2018-ban a Modern Városok Program keretében ázsiai elefánt ház került átadásra, a bemutatóban pápua szarvascsőrű madarak, kiskarmú vidrák is láthatók.
2020-ban zergék érkeztek, az év őszén került átadásra az indiai orrszarvúak háza és kifutója.

## Látnivalók
A Szegedi Vadaspark a közel 45 hektáros, zömmel természetes erdő borította területén nagyjából földrészenként csoportosítva mutatja be állatait.

### Afrikai fajok
A Vadasparkba korszerű, új főbejáraton át vezet az út. Az épület a jegypénztárakon kívül mosdókat, ajándékboltot és egy kisebb konferenciatermet is magában foglal.
Az új főbejárat után elsőként a szintén 2008-ban épült Afrika-Házhoz érünk. Az első kifutóban élnek a Brazza-cerkófok.
A majmok belső férőhelye mellett elhaladva egy afrikai pintyfajokat bemutató kisebb röpdéhez érünk, majd a gepárdok belső férőhelyéhez. A két gepárd, apa és fia az Európai fajmegmentő program keretén belül érkezett 2008-ban. Számukra terjedelmes kifutó is épült. Az Afrika-Ház túloldalán is a gepárdkifutó közelébe jutunk, itt csupán üvegfal választja el a közönséget a ragadozóktól. Szintén itt kapott helyet a világ egyik legkisebb krokodiljának, az afrikai tompaorrú krokodilnak a terráriuma. Otthonukat fehérfülű turákókkal és afrikai sügérekkel osztják meg. 2011 nagy fejlesztése a zsiráfház, melyben olyan érdekes fajok kaptak helyet a névadókon kívül, mint a csupasz turkálók, elefántcickányok, vagy az állatkertekben ritkán látható hüllőfaj, a Varanus opnatus. A külső kifutót alföldi zebrákkal oszják meg a zsiráfok.

### Ázsiai fajok

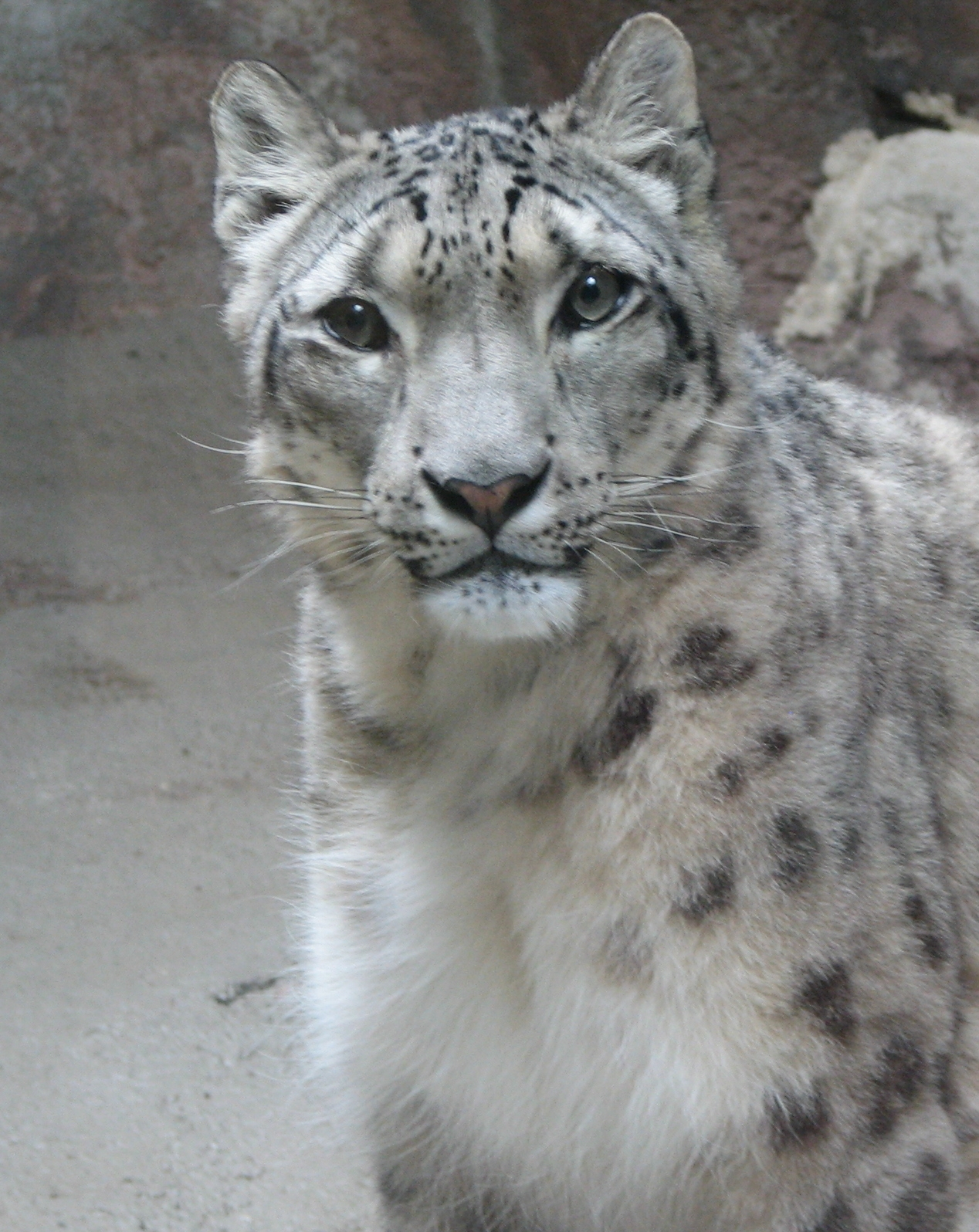
Hópárduc, ez a faj eddig Magyarországon csak e parkban szaporodott

Rögtön, az Ázsiában is honos gepárddal szemközt egy eurázsiai állat, a rozsomák fogadja a látogatókat. A rozsomák  világ legnagyobb menyétféle ragadozója. Ezt az érdekes állatot Szegeden egy tenyészpár képviseli, kifutójuk szintén 2008-ban épült. Mellettük a kis pandák láthatóak. Némi séta után kétpúpú teve csapattal találkozhatunk. Kifutójuk érdekessége, hogy a közönségtől csak egy csőből álló, alacsony karám választja el őket. A Vadaspark 20. évfordulójára, 2009-re épült fel a Tigrisház, ahol ritka nagymacskákkal találkozhatunk, szibériai tigrisekkel és  észak-kínai leopárdokkal. Mind a négy állat az Európai Fajmegmentő program keretében érkezett. A tigriseket két hím képviseli, a leopárdokat egy pár. Érdekesség, hogy a hím Magyarországon született, 2008-ban, mégpedig Debrecenben. A leopárdok mellett kapott helyet a manulok kifutója.
A tevék kifutója mellett és a párducok helyével szemben látható a Celebesz szigetén őshonos alföldi anoa. A zergebivaly néven is ismert patás állat a legkisebb bivalyféle. Ezen az úton továbbhaladva érünk el az egykori bejárathoz, ahol az Örökbefogadók Fája és a hópárducok kifutója kapott helyet. Ez a veszélyeztetett faj már szaporodott is Szegeden, mégpedig 2005-ben és 2008-ban, amikor először két, majd egy kis hópárduc kölyök látta meg a napvilágot. Itt az ösvény véget ér, vissza kell fordulni a Zsiráfház felé.
Miután visszajutottunk a főútvonalra, még egy ázsiai kifutót láthatunk. A Közel-Kelet patásait bemutató férőhelyen keleti dámvadak és golyvás gazellák élnek. Mindkét faj igazi állatkerti ritkaság: golyvás gazellát egész Európában csak 11 állatkertben láthatunk, Magyarországon csak Szegeden tartják.
Ezen a területen található még az indiai orrszarvúak háza és kifutója.

### A vadaspark újabb afrikai részén
Az ázsiai fajokkal való ismerkedést megszakítva a vadaspark Afrika-részéhez érünk vissza. Itt láthatjuk az "állatok királyát", az oroszlánokat.
Az Oroszlánházzal szemközt épült fel a szurikáta- és sarkantyús teknős-ház. A szurikáták, ezek a kis termetű, cibetmacskaféle  ragadozók, mint minden állatkertben, természetesen Szegeden is elbűvölik a látogatókat, kicsiket és nagyokat egyaránt. A teknőskifutóban az afrikai sarkantyús teknősökön kívül kisebb termetű dél-európai rokonaik is láthatóak, a görög és mór teknősök. 2009-ben a Vadaspark történetében először szaporodtak a  sarkantyús teknősök.
A vadaspark Afrika bemutatójához tartozik a "fekete kontinens" szomszédságában fekvő Madagaszkár szigetének veszélyeztetett állatainak otthont adó Madagaszkár-ház. Bemutatásra kerülnek  a sziget legjellemzőbb állatai, a makik és néhány hüllő is. Makik közül két fajt tartanak, él itt gyűrűsfarkú maki és  – a Durrell-rajongók számára bizonyára kedvelt – alaotra-tavi bambuszmaki. Alaotra-tavi bambuszmaki kizárólag a Szegedi Vadasparkban látható Magyarországon. A hüllőket a Duméril madagaszkári boa és a sugaras teknősök képviselik. A sziget csúcsragadozóját, a cibetmacskaféle fosszát is láthatja a közönség.

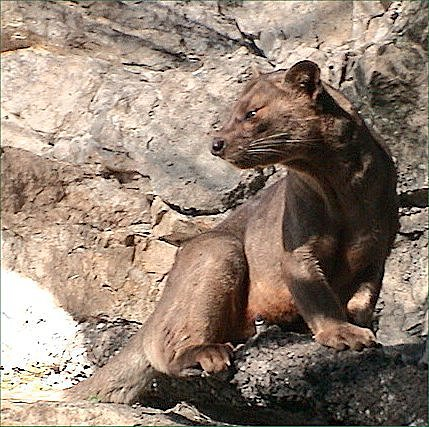
Fossza, Madagaszkár csúcsragadozója

A tágas Afrika-kifutóban mendeszantilopok és nagyszarvú mocsáriantilopok élnek. Utóbbi faj hazánkban csak Szegeden látható. Szomszédságukban  egy külön kifutót kapott struccpár látható. A törpe vízilovak tágas kifutóban és maszáj kunyhót idéző állatházban laknak. Az oroszlánházhoz a nagymacskák kifutóján kívül egy másik is csatlakozik, melyet a törpevízilovak mellett tekinthetünk meg, itt egy  foltos hiénacsalád kerül bemutatásra. E faj hazánkban először Szegeden szaporodott.
Közelükben egy kisebb kifutóban és a hozzá kapcsolódó állatházban két lapátfülű kutya él.
Az Afrika-részleg utolsó területe az Etióp röpde. Itt élnek a dzseláda páviánok, valamint a füles és fehérhátú keselyűk. A bemutatót sziklai szirtiborzok egészítik ki.

### Ausztráliai fajok
Az Afrika-részt elhagyva Ausztrália élővilágával ismerkedhetünk meg. A "déli kontinens" legismertebb állatai, a kenguruk közül két fajt is láthatunk, egyikőjük a kistestű Derby-kenguru, a másik pedig a közepes termetű Bennett-kenguru. A két kengurufaj két külön kifutót birtokol egymás közelében. Az ausztrál futómadár-gyűjtemény emupárból és sisakos kazuárból áll. 

### Újból Ázsiában
Tovább sétálva folytathatjuk az ázsiai fajok megismerését.
Az első kifutó lakói pettyes szarvasok, a kis csapat 2019-ben érkezett. Szomszédságukban áll a 2018-ban átadott elefántház. Lakói három indiai elefántbikán felül ázsiai kiskarmú vidrák és szarvcsőrű madarak.
A közeli majomsziget lakója egy aranyarcú bóbitás gibbonpár. A majmok belső férőhelyei az Ázsia-házban kaptak helyet, ahol rajtuk kívül binturongok, ködfoltos párducok és törpe lajhármakik is élnek.
Az utolsó ázsiai férőhely lakója egy amuri daru pár.

### A vadaspark európai bemutatója

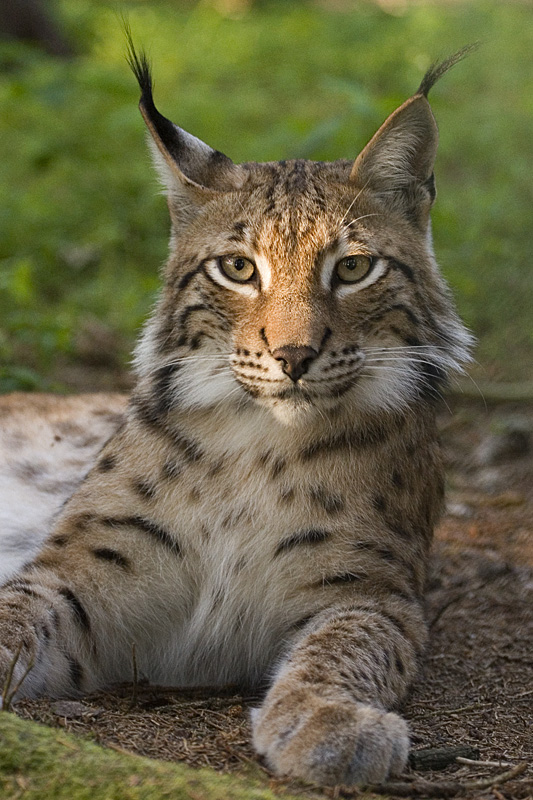
Eurázsiai hiúz

A vízimadarak taván elsősorban mentett madarak élnek, így kerültek ide a fehér gólyák, a szürke gém és a daru, de rajtuk kívül apácalúd, kanadai lúd és rózsás gödények is láthatóak itt.
Európa legnagyobb termetű macskaféléjét, a hiúzokat két példány képviseli. A szomszédban vadmacskák élnek. Ezen a részlegen láthatóak még a farkasok, dámvadak, barna medvék és a Magyarországon csak Szegeden tartott zergék. Ragadozómadarakat mutatnak még be ezen a területen: hollót, parlagi sast, szirti sast, rétisasokat, darázsölyvet és kígyászölyveket. Ez utóbbiak Magyarországon csak a Szegedi Vadasparkban láthatóak. A Sancer-tavak partján madármegfigyelő épült, ahonnan a szerencsések megfigyelhetik a környék vízimadarait, például dankasirályok, nagy kócsagok, bakcsók is előfordulnak itt.

### Háziállatok és az akvárium-terrárium lakói
Az Európa-részről visszasétálva a Dél-alföldi tanyaudvar elnevezésű bemutatóhoz érünk. Itt őshonos háziállatokkal találkozunk. Megismerhető itt mangalica és a rackajuh mellett a magyar tarka szarvasmarha és a szamár is, valamint a házi nyulak, a tyúkok és galambok. A magyar kutyafajtákat a mudik képviselik.
A Tanyaudvar szomszédságában korszerű oktatóközpont áll, mely a közeli, szerbiai Palicsi Állatkerttel közösen elnyert pályázatból épült. Ennek felépülésével a korábbi oktatóépületet akvárium-terrárium bemutatóvá alakították. A terráriumokat különféle hüllők – például  gabonasikló, vörösfülű ékszerteknős –, kétéltűek – például mexikói axolotl, agavarangy – és ízeltlábúak – például bütykös csótányok,  – lakják. Az akváriumokban a díszhalként jól ismert fajok mellett a hazai halfajok is bemutatásra kerülnek. Az épülethez csatlakozó külső ketrecek a jákóknak, valamint Bercinek, a vadászgörénynek nyújtanak otthont. A közelben felépült Természetvédelmi Mentőhelyen a közeli határátkelőkön csempészektől elkobzott állatokat, valamint a természetből sérülten, elárvultan bekerülő állatokat gondozzák.

### A dél-amerikai rész
A vadaspark nevét gazdag Dél-Amerika bemutatója, illetve az itt elért tenyészeredmények tették nemzetközi szinten is ismertté. Ezen a területen sétálva olyan érzése lehet a látogatónak, mintha a szabad természetben sétálna, és ott pillanthatná meg a különleges állatvilágot. A nyílt területre kiérve a kanyargós sétány első megállója a sörényes farkasok kifutója. A különleges kutyaféle ragadozók többéves szünet után 2009-től láthatóak Szegeden. Nevükkel ellentétben nincsenek közelebbi rokonságban a farkassal, kinézetüket és viselkedésüket tekintve is inkább nagyra nőtt rókákra hasonlítanak.  Tovább sétálva szemünk elé tűnik a Pantanal mocsárvidékéről elnevezett bemutató. Ez egy nagy kiterjedésű vizes-nádasos területet foglal magába; egy ilyen területen igazán megdöbbentő látványt nyújtanak a vízben legelésző kapibarák. A dél-amerikai tevefélék mind a négy képviselőjét megismerhetjük a szegedi "pampán". A két vadon élő faj közül a vikunya a veszélyeztetettebb. A másik vadon élő faj a guanakó, melynek csapata Szegeden nagy marákkal és nanduval él együtt. A két háziasított fajta az alpaka és a láma, melyek szintén tágas, füves kifutóban élnek, és évről évre rendszeresen szaporodnak is. Itt élnek a látogató úthoz közeli kifutójukban a Dél-Amerikában háziasított tengerimalacok is.

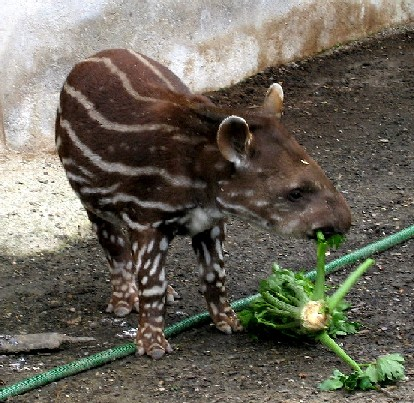
Közönséges tapír kölyök

Az erdőbe beérve elsőként a Pantanal bemutatóhoz térünk vissza, így a száraz részen pihenő kapibarákat , valamint a velük együtt élő bütykös hattyút ( mely ugyan nem dél-amerikai faj, de remekül érzi magát  a kifutóban) és a dél-amerikai tapírokat is megnézhetjük. A tapíroknál immár hagyományosnak tekinthető a csíkos utódok világrajövetele, hiszen eddig hat kistapír látta meg a nagyvilágot a Szegedi Vadasparkban. Az örvös pekarik a disznófélék dél-amerikai rokonai, akik népes csapatban élnek Szegeden a számukra elkerített erdőrészen. Monumentális épület a Dél-Amerika Ház, amely téli szállást nyújt a tapíroknak és a kapibaráknak, valamint télen-nyáron itt élnek a fekete pókmajmok. A ház előtt és után is két nagy testű macskafaj számára épült kifutó. Először a jaguárok kifutója elé érkezünk, ahol e nagymacskafaj mindkét színváltozata bemutatásra kerül egy fekete színezetű hím és egy foltos alapszínű nőstény személyében. A másik kifutóban a rendszertanilag a kismacskák közé tartozó, ám termetre mégis "nagy macskák", a pumák élnek. Rajtuk kívül azonban Dél-Amerika kisebb termetű ragadozói is helyet kapnak, hiszen láthatunk itt ritka erdei kutyákat is, a madárvilágot pedig a tágas röpdében szárnyaló – és külön állatházat, Papagájházat birtokló – zöldszárnyú arák képviselik. 

### A Trópusi házak lakói

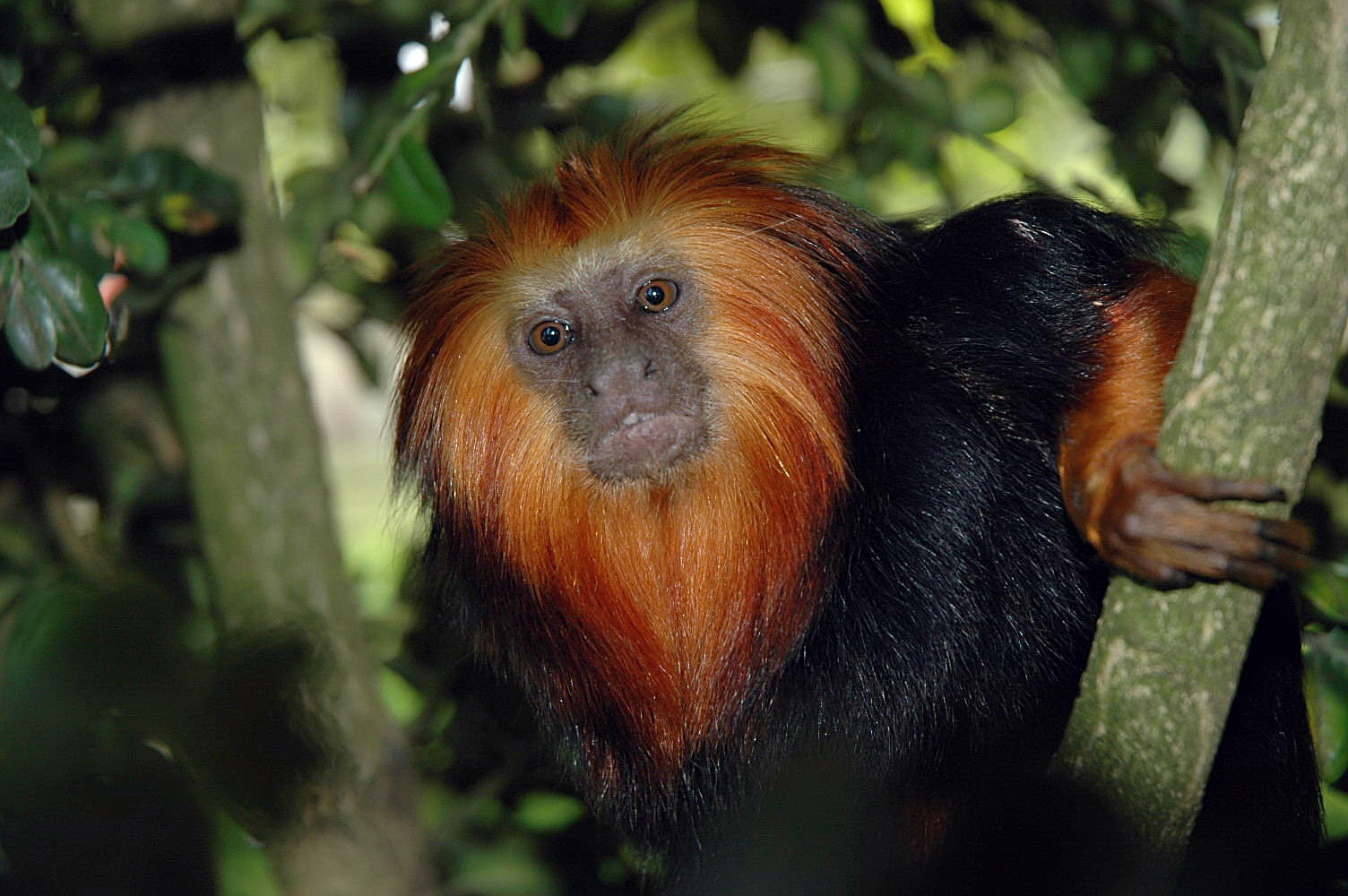
Aranyfejű oroszlánmajmocska

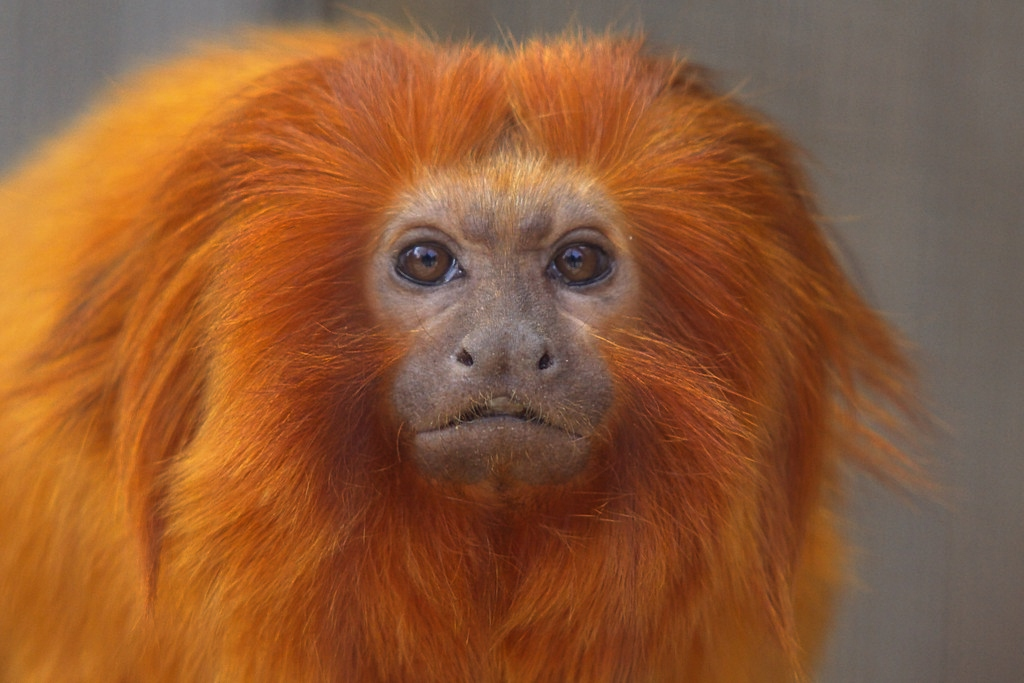
Arany oroszlánmajmocska

A vadaspark a karmosmajmok tenyésztésével érte el a legjobb eredményeket, így ezek a kistestű főemlősök két épületben is helyet kaptak. A Trópusi Ház külső kifutósorán és belső férőhelyein  aranykezű tamarinok, Liszt-majmocskák, ugrótamarinok, aranyfejű oroszlánmajmocskák,  fehérarcú selyemmajmok, törpe selyemmajmok és csupaszpofájú tamarinok képviselik a karmosmajmokat.  Rajtuk kívül azonban éji majmot, a ragadozók közé tartozó, mosómedveféle farksodrót,  rendszeresen szaporodó fehérarcú sátánmajmokat, valamint utóbbiakkal együtt élő arany agutikat is láthatunk. Közös röpdében kapott helyet a venezuelai amazon és a nagy sándorpapagáj, az épületben pedig néhány terrárium is látható. Itt sárga anakonda, közönséges óriáskígyó és zöld leguánok élnek. Az Atlanti-partvidéki Esőerdő Háza a Tanyaudvar és az Ázsia-Ház közelében helyezkedik el, közel a Trópusi Házhoz. Itt – és a hozzá kapcsolódó tágas kifutókban – a különösen veszélyeztetett arany és aranyfejű oroszlánmajmocskák, valamint a fehérarcú és ezüst selyemmajmok élnek. A ház belső terében lévő terráriumban barna baziliszkuszok, az akváriumban pedig vöröshasú piráják láthatóak. A karmosmajmok kifutósorával ellentétes oldalon található kifutóban látható a fehérorrú ormányosmedve, mellette sárga-kék arák  élnek. A Vadaspark területén szabadon szaladgáló házi nyulak közül többel is találkozhatunk ezen a környéken.

## Fajok, amelyek csak a Szegedi Vadasparkban láthatóak Magyarországon
- erdei kutya (Speothos venaticus)

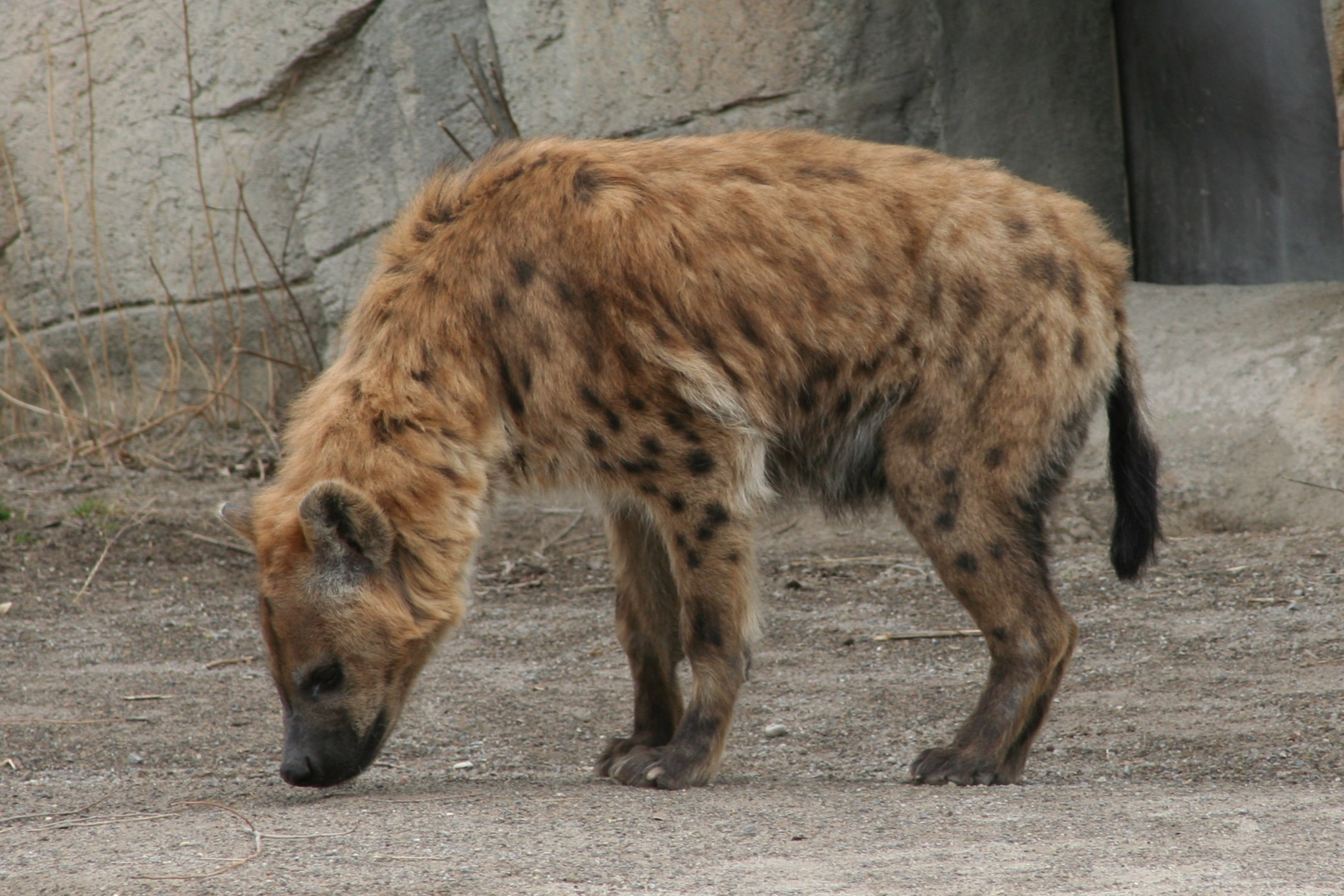
Foltos hiéna

- sörényes farkas (Chrysocyon brachyurus)
- lapátfülű kutya  (Otocyon megalotis)
- ködfoltos párduc (Neofelis nebulosa)
- fossza (Cryptoprocta ferox)
- Alaotra-tavi bambuszmaki (Hapalemur alaotrensis)
- törpe lajhármaki (Nycticebus pygmaeus)
- ezüst selyemmajom (Mico argentatus)
- csupaszpofájú tamarin (Saguinus bicolor)
- aranyarcú gibbon (Hylobates gabriellae)
- rövidfülű elefántcickány (Macroscelides proboscideus)
- mezopotámiai dámvad (Dama mesopotamica)
- golyvás gazella (Gazella subgutturosa)
- Darwin-nandu (Pterocnemia pennata)
- kígyászölyv (Circaetus gallicus)
- darázsölyv (Pernis apivorus)
- szirti sas (Aquila chrysaetos)
- füles keselyű (Torgos tracheliotus)
- fehérhátú keselyű (Gyps africanus)
- kéktorkú ara (Ara glaucogularis)
- kéknyakú egérmadár (Urocolius macrourus)
- fehérfejű szövőmadár (Dinemellia dinemelli)
- egyszínű csőricse (Cosmopsarus unicolor)
- sugarasteknős (Geochelone radiata)
- ciánkék sövényleguán (Sceloporus cyanogenys)
- krokodilfarkú teju (Crocodilurus amazonicus)
- Meller-kaméleon (Chamaeleo melleri)

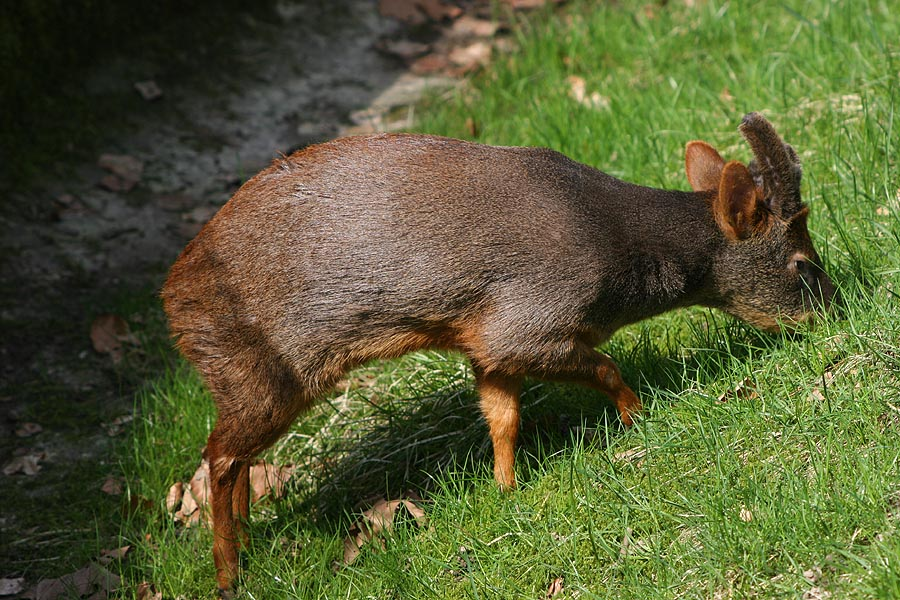
Déli törpeszarvas

- falakó boa (Corallus hortulanus)

## Fajok, amelyek a Szegedi Vadasparkon kívül csak-egy két állatkertben láthatóak Magyarországon
- gepárd (Acinonyx jubatus)
- foltos hiéna (Crocuta crocuta)
- vadmacska (Felis silvestris )
- hópárduc (Uncia uncia)
- jaguár (Panthera onca)
- puma (Puma concolor)

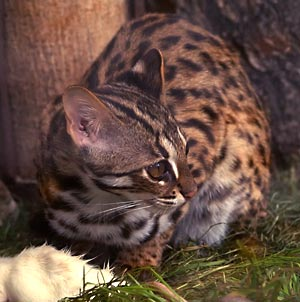
Bengál törpemacska (Prionailurus benghalensis)

- észak-kínai leopárd (Panthera pardus japonensis)
- arany oroszlánmajmocska (Leontopithecus rosalia)
- aranyfejű oroszlánmajmocska (Leontopithecus chrysomelas)
- fehérfejű selyemmajom (Callithrix geoffroyi)
- aranykezű tamarin (Saguinus midas)
- gyapjasfejű tamarin (Saguinus oedipus)
- ugrótamarin (Callimico goeldii)
- bolíviai mókusmajom (Saimiri boliviensis)
- fehérarcú sátánmajom (Pithecia pithecia)
- barnafejű pókmajom  (Ateles fusciceps)
- dzseládapávián (Theropithecus gelada)
- törpevíziló (Hexaprotodon liberiensis)
- guanakó ((Lama guanicoe)
- sisakos kazuár (Casuarius casuarius)
- borzas gödény (Pelecanus crispus)
- cigányréce (Aythya nyroca)
- mandzsu daru (Grus japonensis)
- rétisas (Haliaeetus albicilla)
- királycsőricse (Cosmopsarus regius)
- tompaorrú krokodil (Osteolaemus tetraspis)
- Duméril-boa (Boa dumerili)
- hispaniolai orrszarvú leguán (Cyclura cornuta)
- paradicsompiros süketbéka (Dyscophus antongilii)
- kea (Nestor notabilis)
- vikunya (Vicugna vicugna)
- rozsomák (Gulo gulo)
- dél-afrikai oroszlán (Panthera leo krugeri)
- binturong (Arctictis binturong)
- alföldi anoa (Bubalus depressicornis)

## Képek a vadasparkban látható fajokról

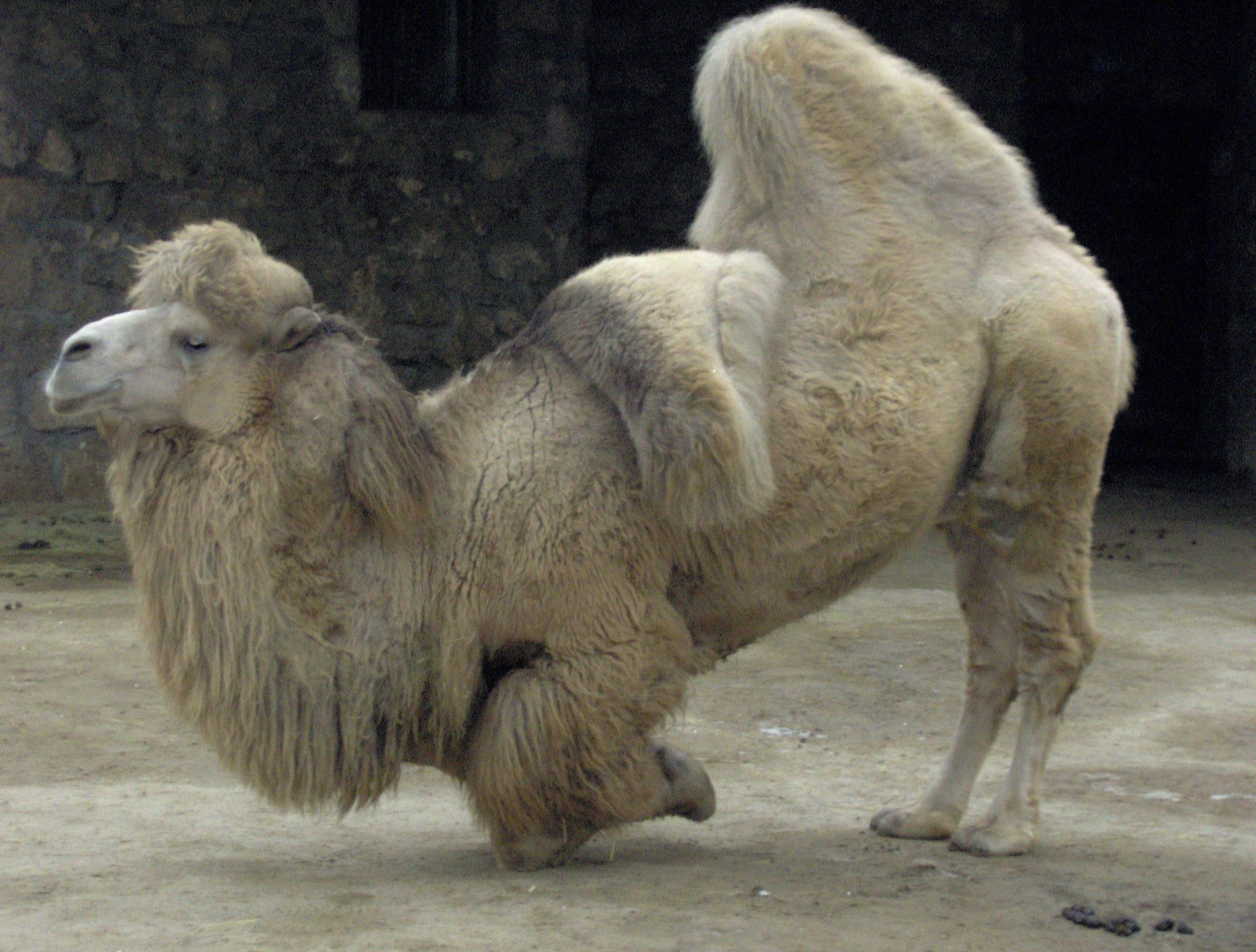
Kétpúpú teve, bár ez a faj a megnyitás óta látható a vadaparkban, mégis csak 2007-ben született itt az első csikó
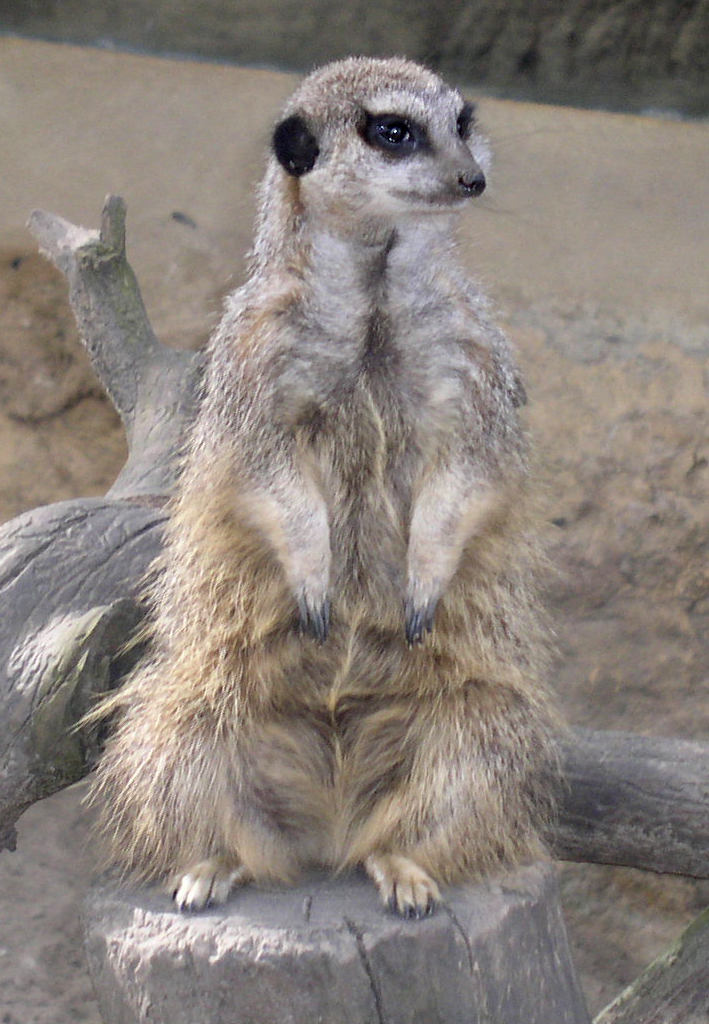
Szurikáta, mint minden állatkertben, a szegediben is a látogatók egyik kedvence.
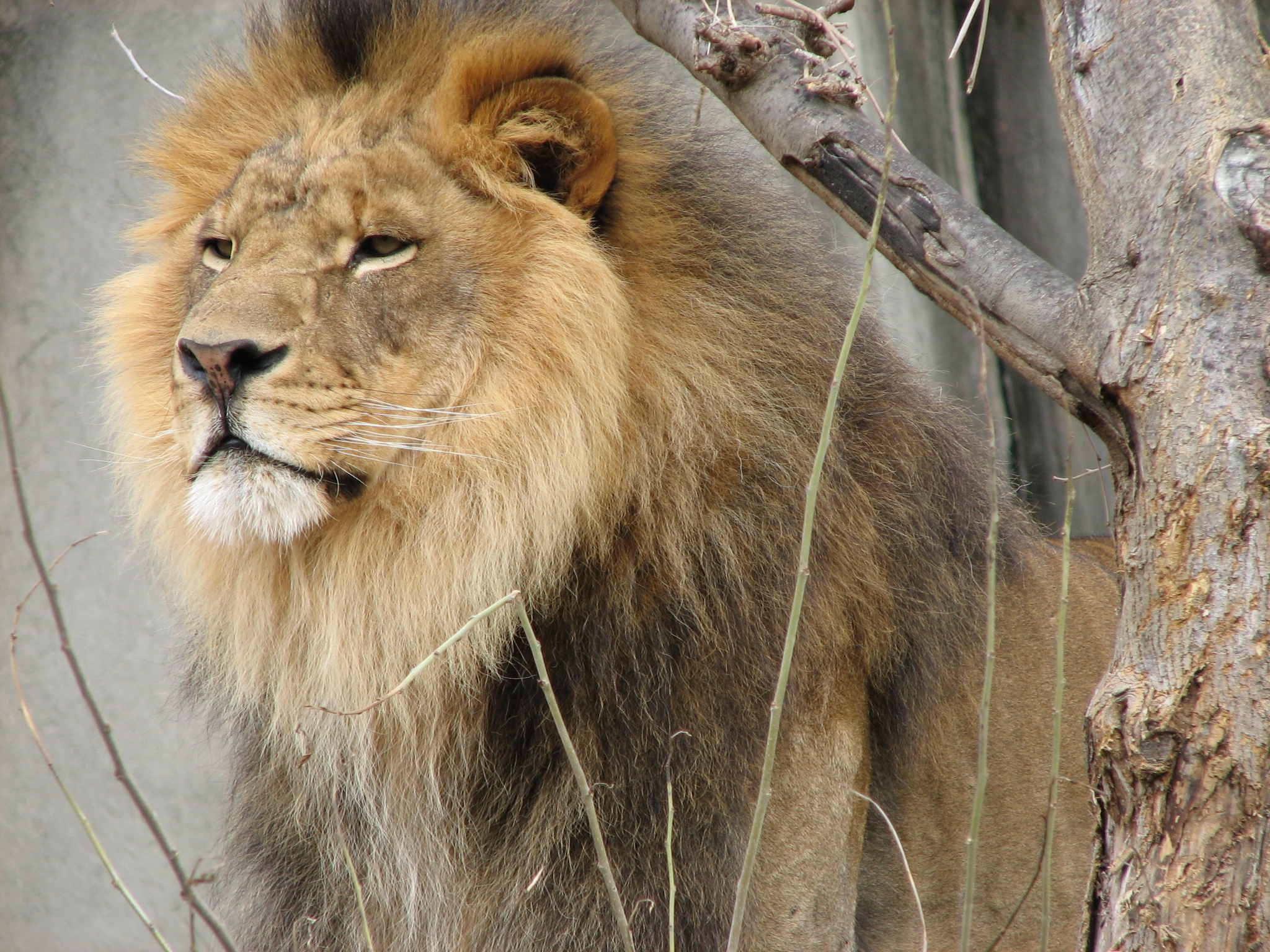
Hím oroszlán. Ez a faj 2005 óta látható a parkban.
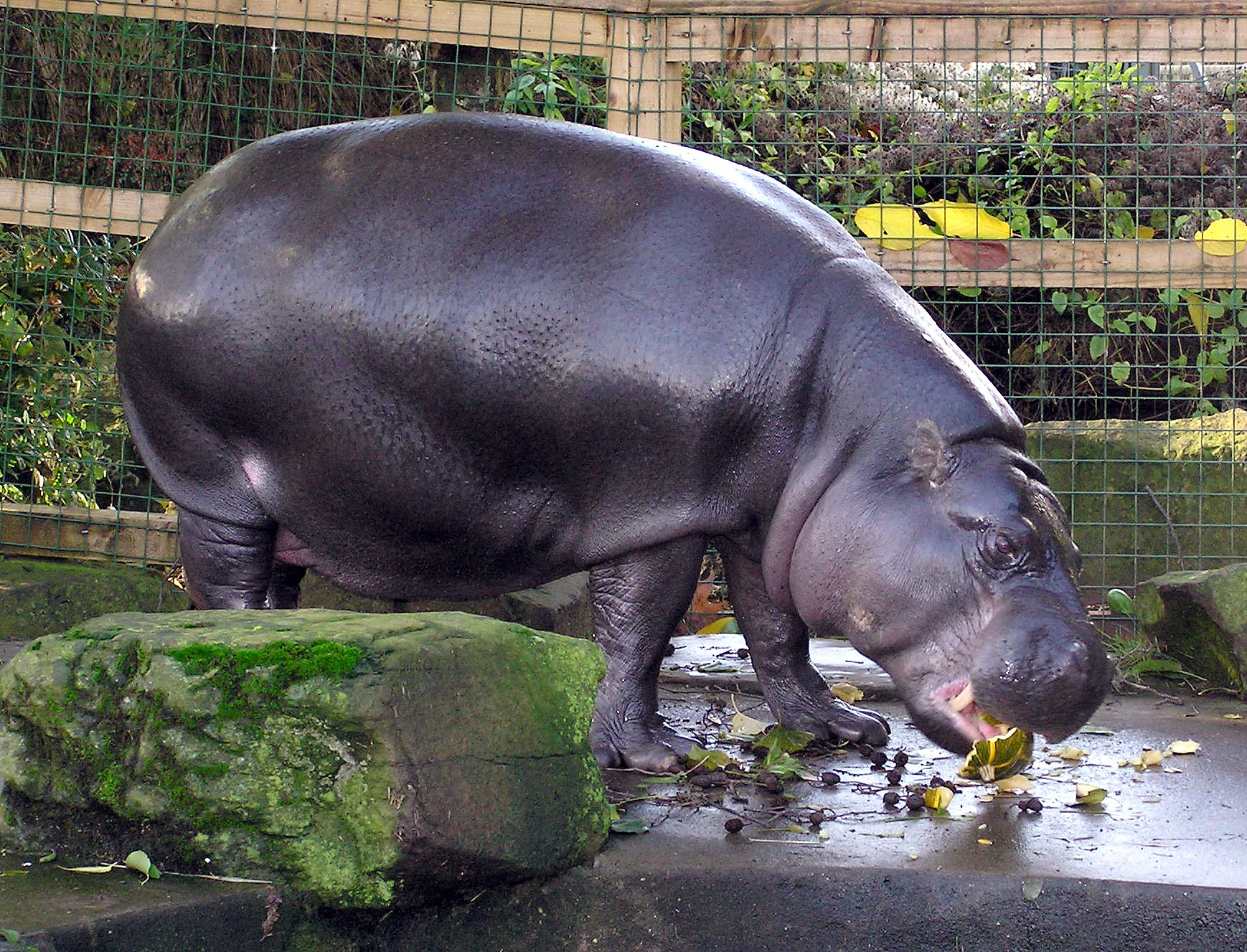
Törpevíziló
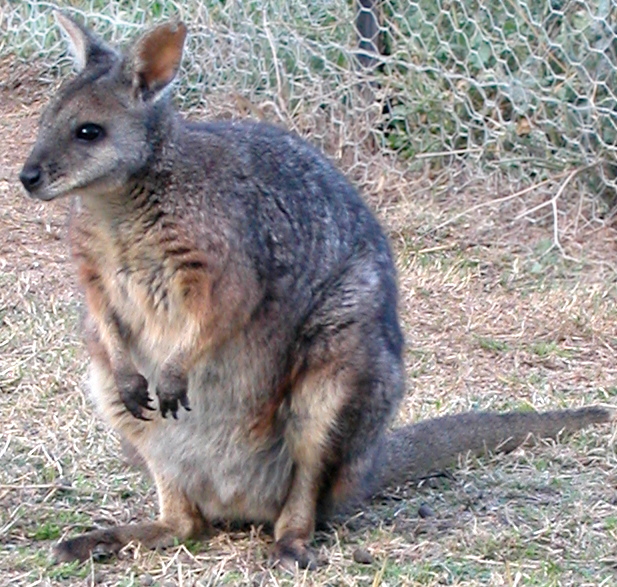
A park egyik igen kedvelt lakója, a Derby-kenguru.
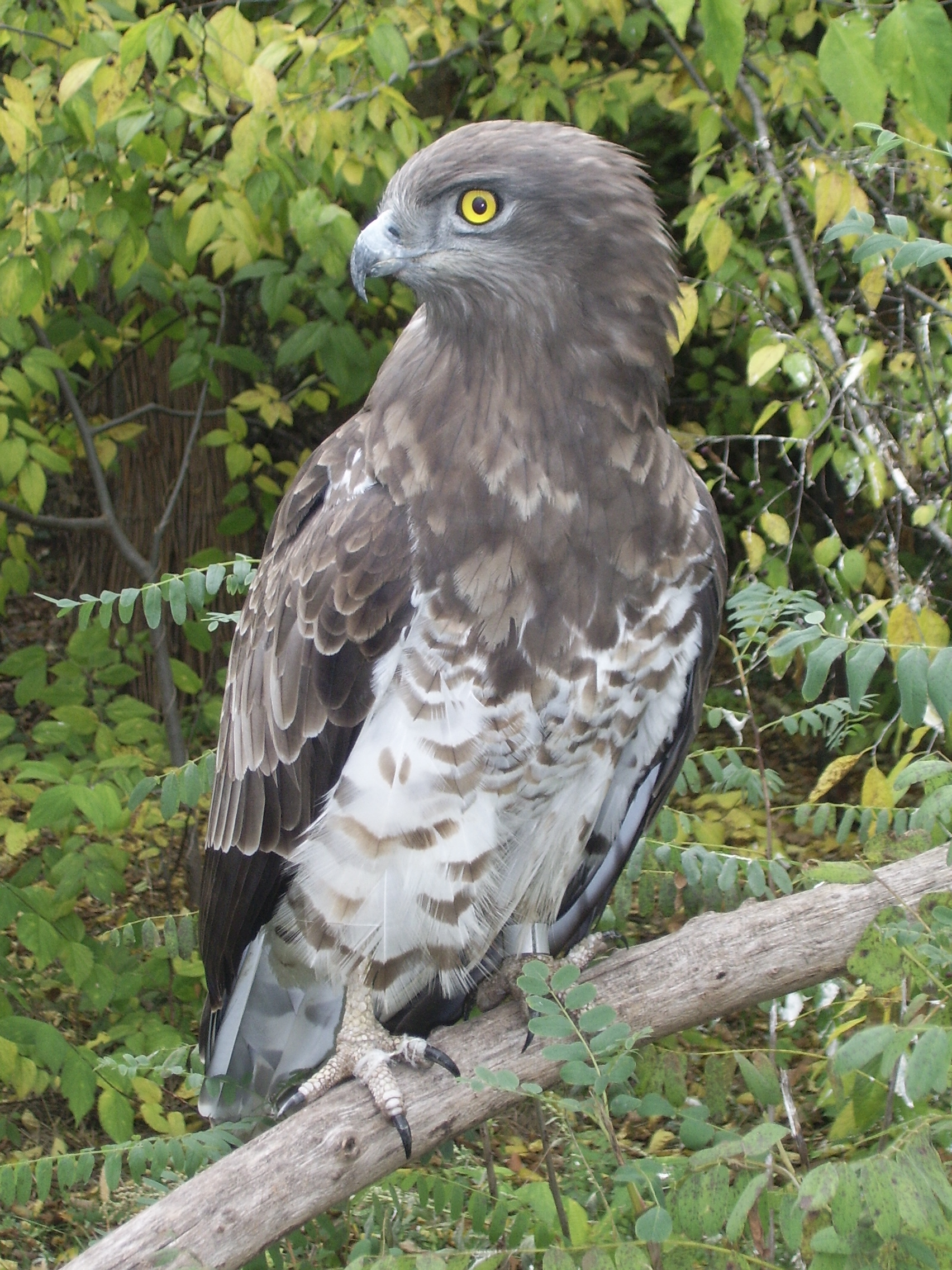
Kígyászölyv, ezt a fajt a magyar állatkertek közül csak a szegediben lehet megtekinteni.
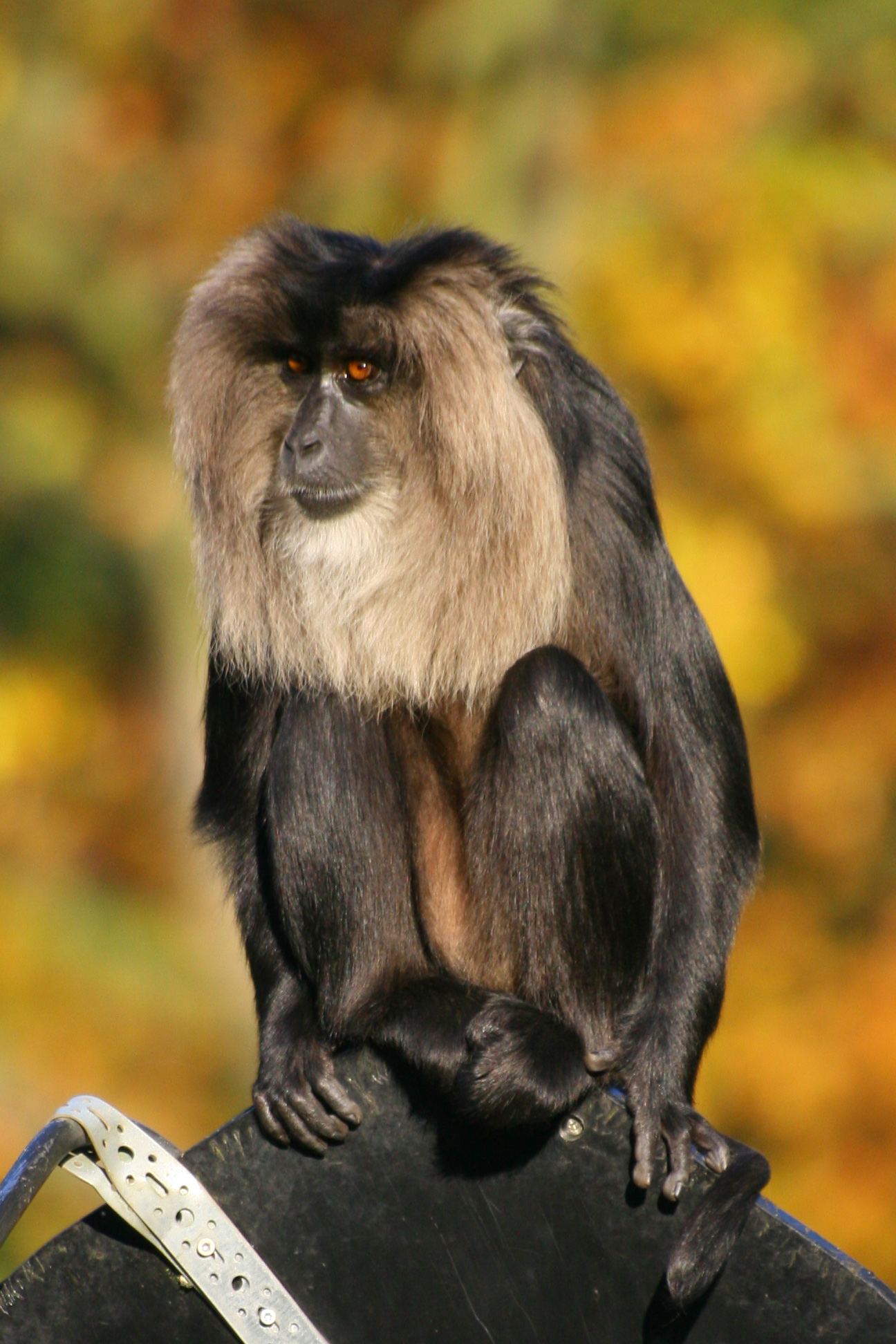
Egy kipusztulástól fenyegetett faj, a sörényes makákó
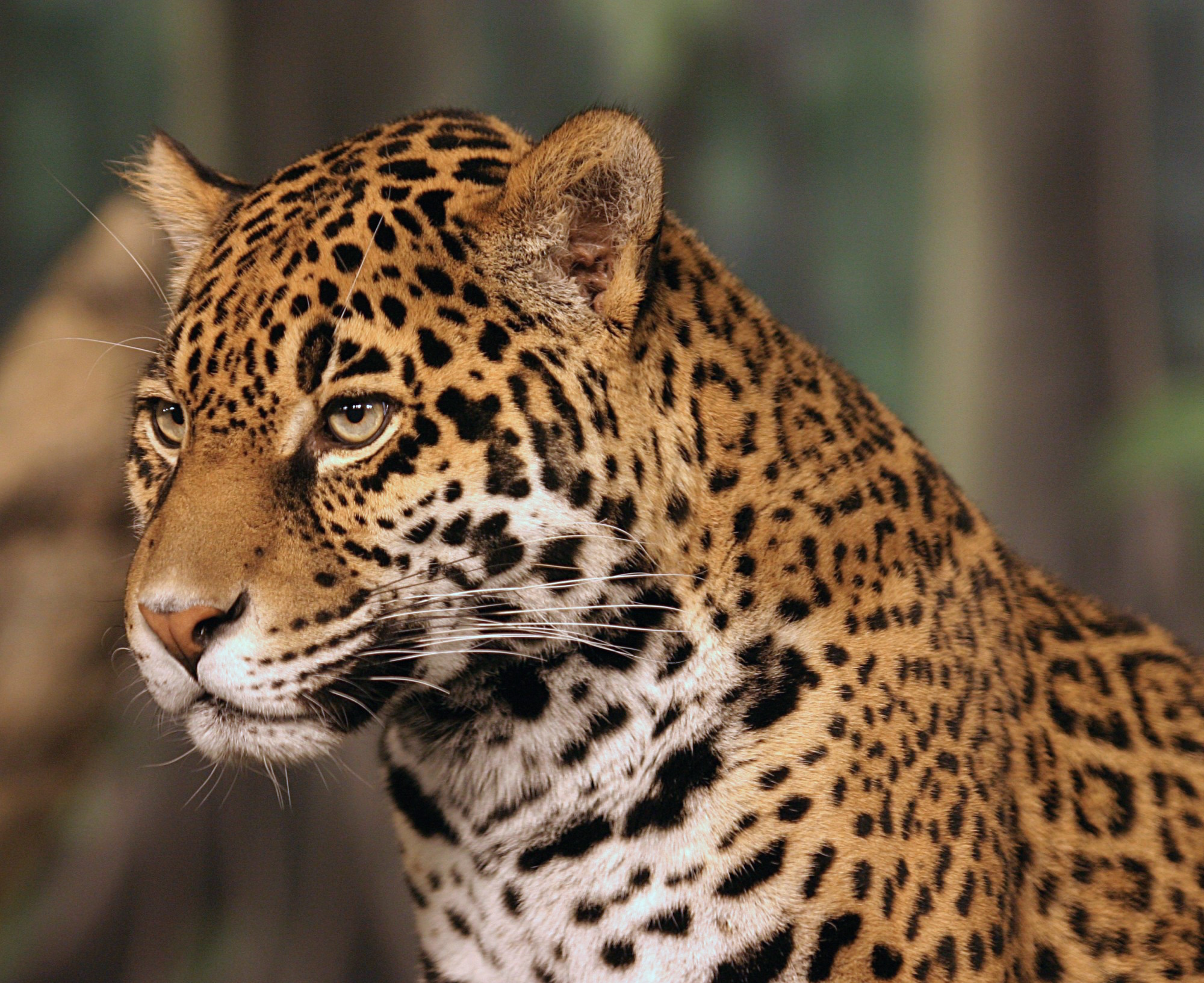
Dél-Amerika legnagyobb macskaféléje, a jaguár.
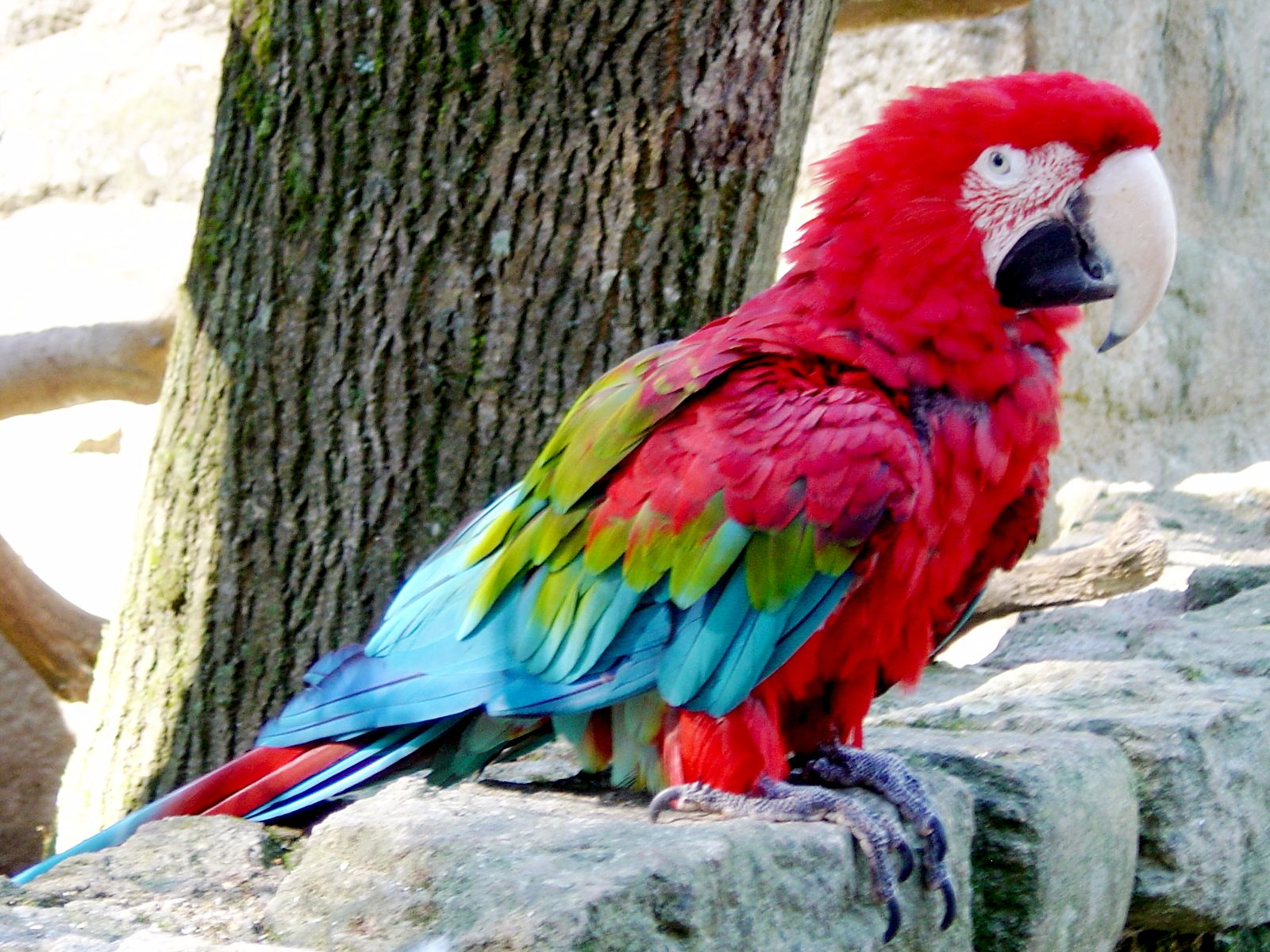
Zöldszárnyú ara, a legnagyobb magyar állatkerti csapat Szegeden él.
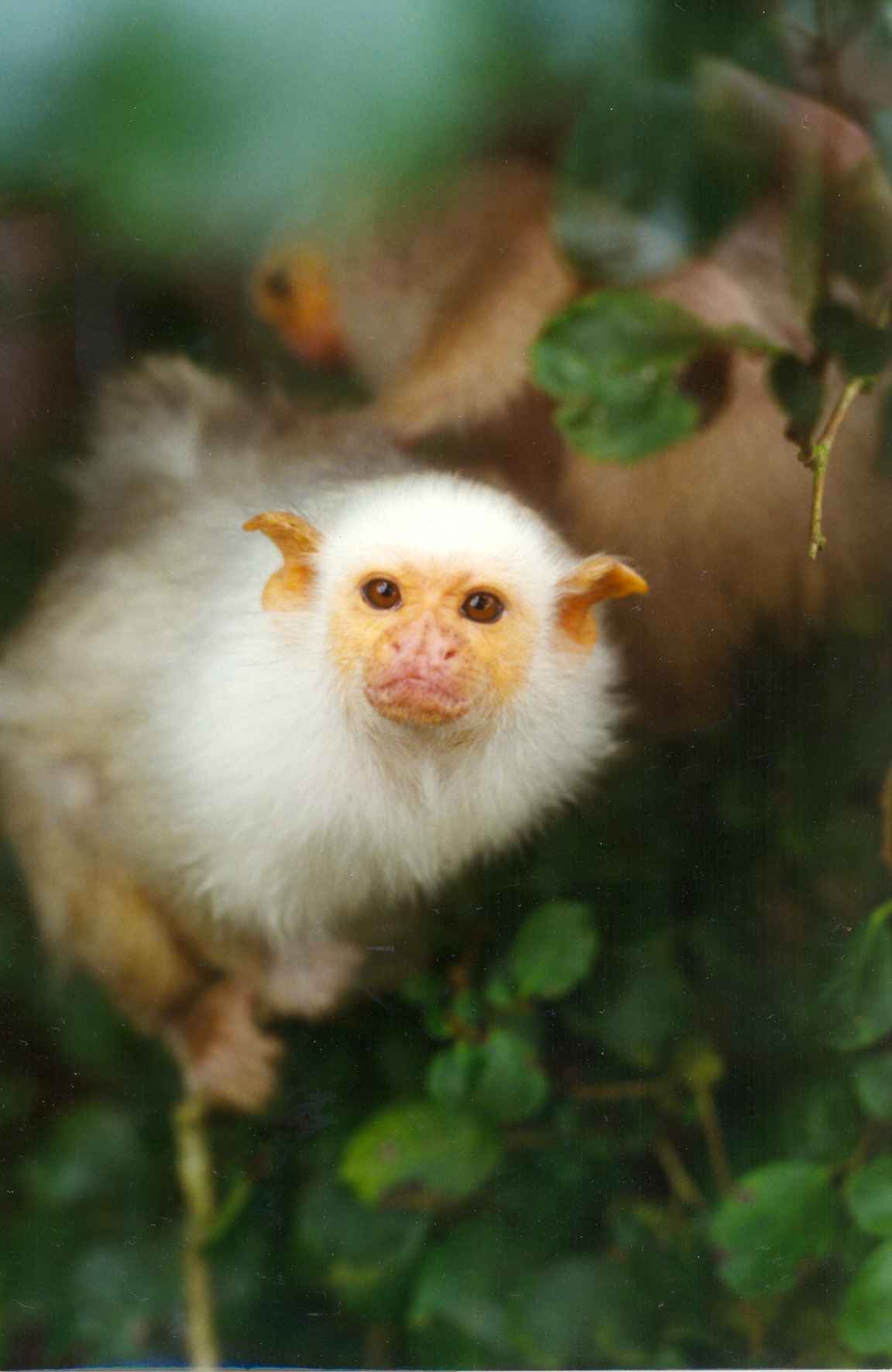
Ezüst selyemmajom
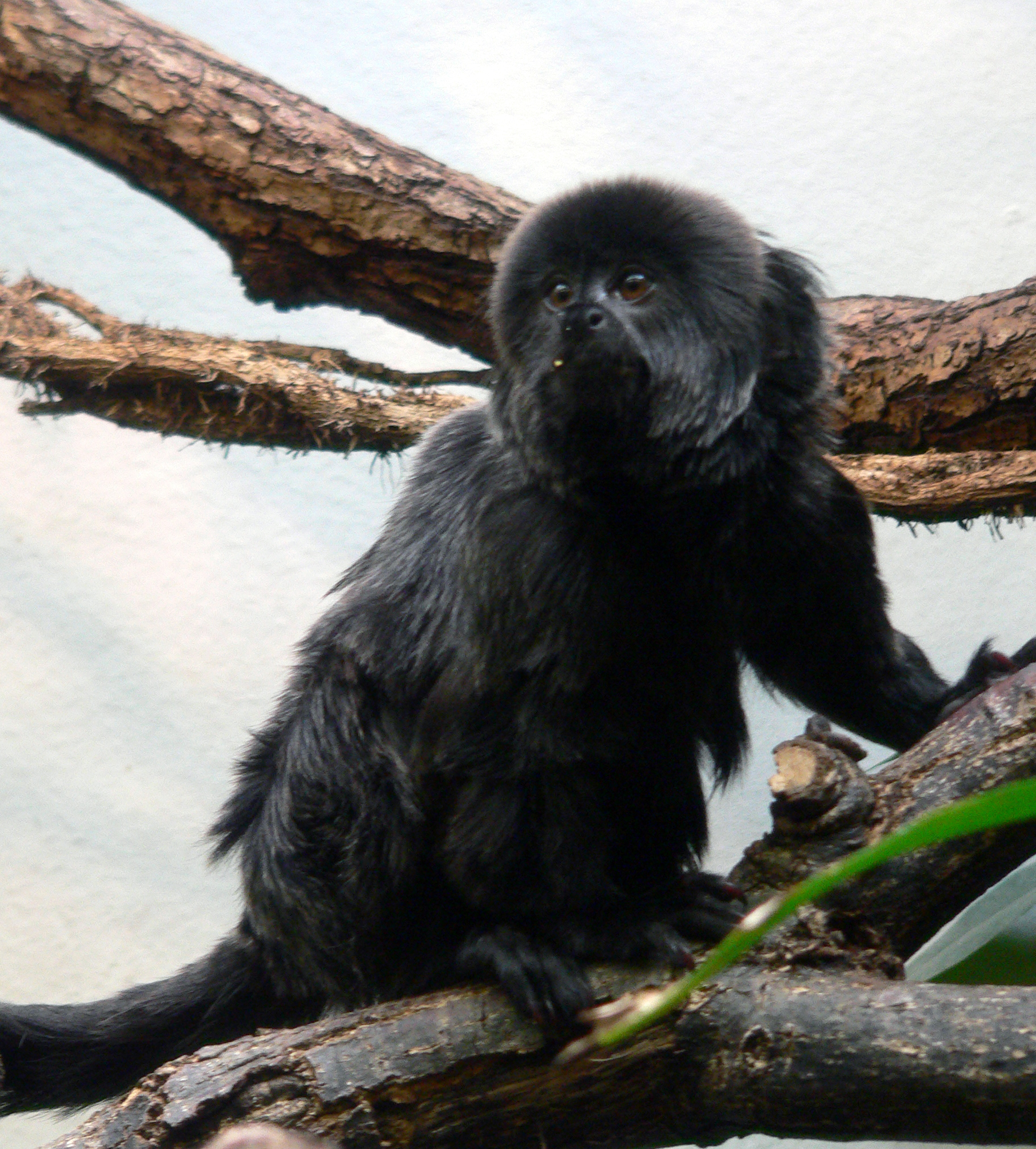
Ugrótamarin

## Igazgatói
- Egyházi István (1989-1998)
- Gősi Gábor (1998-2006)
- Veprik Róbert (2006-)